# Hugh Masekela
Hugh Ramopolo Masekela (Witbank, 4 de abril de 1939 - Joanesburgo, 23 de janeiro de 2018) foi um compositor, trompetista e cantor sul-africano. Ele é conhecido por suas composições de jazz, bem como por escrever canções anti-apartheid como "Soweto Blues" e "Bring Him Back Home".
Cônjuge: Elinam Cofie (de 1999 a 2018),Chris Calloway (de 1968 a 1968) e Miriam Makeba (de 1964 a 1966)
Filhos: Selema Masekela e Pula Twala

## Início da vida
Masekela nasceu em Kwa-Guqa Township, Witbank, África do Sul. Começou a cantar e a tocar piano quando criança. Com 14 anos de idade, depois de ver o filme Young Man with a Horn (em que Kirk Douglas interpreta um personagem inspirado no cornetista de jazz norte-americano Bix Beiderbecke), Masekela passou a tocar trompete. Seu primeiro trompete foi-lhe dado pelo Arcebispo Trevor Huddleston, o capelão anti-apartheid da St. Peter's Secondary School.
Huddleston pediu ao líder da então Johanesburg "Native" Municipal Brass Band, Uncle Sauda, para ensinar a Masekela os rudimentos da trompete. Masekela rapidamente dominou o instrumento. Em breve, alguns de seus colegas de escola também se interessaram em tocar instrumentos, levando à formação da Huddleston Jazz Band, a primeira orquestra juvenil da África do Sul. Em 1956, depois de liderar outros conjuntos, Masekela juntou-se ao African Jazz Revue de Alfred Herbert'.
A partir de 1954 Masekela tocou música que refletia a sua experiência de vida. A agonia, o conflito e a exploração enfrentadas pela África do Sul durante as décadas de 1950 e 1960 inspiraram e influenciaram-no a fazer música e também espalhar mudança política. Ele foi um artista que em sua música vividamente retratou as lutas e dores, bem como as alegrias e paixões de seu país. Sua música protestou contra o apartheid, a escravidão, o governo; as dificuldades que indivíduos estavam vivendo. Masekela atingiu uma grande parte da população que também se sentia oprimida devido à situação do país.
Depois de uma turnê dos Manhattan Brothers pela África do Sul, em 1958, Masekela acabou parando na orquestra do musical "King Kong", escrito por Todd Matshikiza. King Kong foi o primeiro blockbuster teatral  de sucesso da África do Sul, em uma turnê de um ano com Miriam Makeba e Nathan Mdledle dos Manhattan Brothers na liderança. O musical depois foi para Londres, ficando em cartaz no West End por dois anos.

## Carreira
No final de 1959, Dollar Brand (mais tarde conhecido como Abdullah Ibrahim), Kippie Moeketsi, Makhaya Ntshoko, Johnny Gertze e Hugh formaram o Jazz Epistles, o primeiro grupo de jazz africano a gravar um LP e a tocar para públicos recordes em Joanesburgo e na Cidade do Cabo até o final de 1959 a 1960. Na sequência do massacre de Sharpeville em  21 de março de 1960, onde 69 manifestantes foram mortos a tiros em Sharpeville, e à proibição pelo governo da África do Sul de reuniões de dez pessoas ou mais—e o aumento da brutalidade do estado do Apartheid, Masekela deixou o país. Ele foi ajudado por Trevor Huddleston e amigos internacionais, tais como Yehudi Menuhin e John Dankworth, que o inscreveram na London Guildhall School of Music. Durante esse período, Masekela visitou os Estados Unidos, onde foi acolhido por Harry Belafonte. Ele frequentou a Escola de Música de Manhattan, em Nova York, onde estudou  trompete clássico  de 1960 a 1964. Em 1964, Makeba e Masekela se casaram, divorciando-se dois anos mais tarde.
Ele fez sucesso nos Estados Unidos com as músicas de jazz pop "Up, Up and Away" (1967) e o sucesso número um "Grazing in the Grass" (1968), que vendeu quatro milhões de cópias. Ele também apareceu no Monterey Pop Festival em 1967, e posteriormente foi destaque no filme Monterey Pop por D. A. Pennebaker. Em 1974, Masekela e seu amigo Stewart Levine, organizaram o festival de música  Zaire 74 em Kinshasa em conjunto com a luta de boxe Rumble in the Jungle .

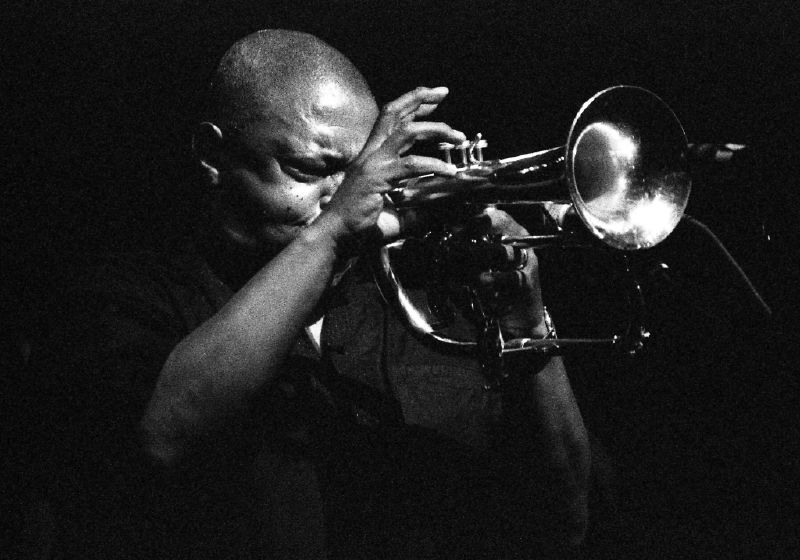
Masekela, em Washington, D.C., 2007

Ele tem tocado principalmente em conjuntos de jazz, com participações em gravações de The Byrds ("So You Want to Be a Rock 'n' Roll Star" e "Lady Friend") e Paul Simon ("Further to Fly"). Em 1984, Masekela lançou o álbum Techno Bush; desse álbum, um single intitulado "Don't Go Lose It Baby" chegou ao segundo lugar, por duas semanas nas paradas de dança. Em 1987, seu sucesso "Bring Him Back Home" tornou-se um hino do movimento pela libertação de Nelson Mandela.
Um interesse renovado nas suas raízes africanas levou Masekela a colaborar com músicos da África Ocidental e Central , e, finalmente, a se reconectar com os músicos sul-africanos, quando montou, com a ajuda da Jive Records, um estúdio móvel em Botswana, próximo da fronteira da África do Sul,entre 1980 a 1984. Aqui ele absorveu e reutilizou influências do mbaqanga, um estilo que ele continuou a usar desde o seu retorno à África do Sul no início da década de 1990.
Em 1985 Masekela fundou a Escola Internacional de Música de Botswana (BISM), que realizou sua primeira oficina em Gaborone naquele ano. O evento, ainda existente, continua como o  Botswana Music Camp, dando a músicos locais  de todas as idades e de todas as origens a oportunidade de tocarem juntos. Masekela lecionava o curso de jazz na primeira oficina, e tocava no concerto final.
Também na década de 1980 Masekela esteve na turnê do álbum Graceland, de Paul Simon,  que contou com outros artistas sul-africanos, tais como Ladysmith Black Mambazo, Miriam Makeba, Ray Phiri, e outros integrantes da banda Kalahari, com a qual Masekela gravou na década de 1980. Ele também colaborou no desenvolvimento musical  da peça da Broadway, Sarafina! que ele gravara com a banda Kalahari.

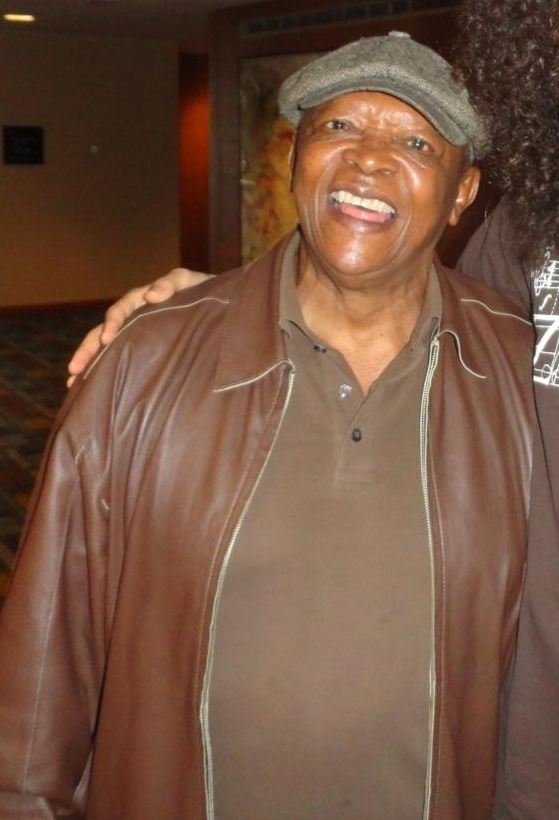
Masekela, em Cambridge, Massachusetts, 26 de junho de 2013

Em 2003, ele foi destaque no documentário Amandla!. Em 2004 lançou a sua autobiografia, Still Grazing:  The Musical Journey of Hugh Masekela, em co-autoria com o jornalista D. Michael Cheers, que cuidadosamente detalhou  as lutas de Masekela contra o apartheid na sua terra natal, bem como suas lutas pessoais com o alcoolismo, a partir do final da década de 1970 até a década de 1990. Neste período, ele migrou, em suas carreira musical do mbaqanga, jazz/funk, e a mistura de ritmos sul-africanos, através de dois álbuns que ele gravou com Herb Alpert, e gravações solo , Techno-Bush (gravado em seu estúdio em Botswana), Tomorrow (com o hino "Trazê-lo de Volta para Casa"), Uptownship (uma ode à R&B ), Beatin' Aroun de Bush, Sixty, Time e Revival. Sua canção "Soweto Blues", cantada por sua ex-esposa, Miriam Makeba, é uma peça blues/jazz em memória do massacre do Levante de Soweto em 1976. Ele também forneceu interpretações de canções compostas por Jorge Ben, Antônio Carlos Jobim, Caiphus Semenya, Jonas Gwangwa, Dorothy Masuka e Fela Kuti.
Em 2009 Masekela lançou o álbum Phola (que significa "ficar bem, curar"), a sua segunda gravação para os 4 Quarters Entertainment/Times Square Records. Ele inclui algumas canções que ele escreveu em 1980, mas nunca foram concluídas, bem como uma releitura de "The Joke of Life (Brinca de Vivre)", que ele gravou em meados da década de 1980. Desde outubro de 2007, ele tem sido um membro do conselho de administração da Woyome Foundation for África.
Em 2010 Hugh Masekela foi destaque, com seu filho Selema Masekela, em uma série de vídeos na ESPN. A série, chamada de Umlando – Através do olhar de Meu Pai, foi ao ar em 10 partes durante a cobertura da ESPN da Copa do Mundo da FIFA na África do Sul. A série focou nas viagens de Hugh e Selema pela África do Sul. Hugh trouxe seu filho para os lugares em que ele cresceu. Foi a primeira viagem Selema ao país natal do pai.
Em 3 de dezembro de 2013 Masekela foi músico convidado da Dave Matthews Band, em Joanesburgo, África do Sul. Ele se juntou a Rashawn Ross no trompete em Proudest Monkey" e "Grazing in the Grass".
Faleceu em 23 de janeiro de 2018 em Joanesburgo. Após uma longa batalha contra o câncer na próstata, O músico foi diagnosticado com a doença há quase uma década. Seu último show aconteceu em Joanesburgo, em 2010. Depois disso, ele fez apenas participações em concertos especiais.

## Iniciativas sociais
Masekela esteve envolvido em diversas iniciativas de carácter social, e serve, por exemplo, como diretor na diretoria da the Lunchbox Fund, uma organização sem fins lucrativos que fornece uma refeição diária aos alunos das escolas municipais em Soweto.

## Prêmios e homenagens

### Grammy
- Vitórias:2
- Indicações: 7[14]

| Histórico de Hugh Masekela nos Grammy Awards |                                                   |                  |        |             |           |
| Ano                                          | Categoria                                         | Título           | Gênero | Gravadora   | Resultado |
| 1968                                         | Melhor Performance Pop Instrumental Contemporânea | Grazin' na Grama | Pop    | Uni Records | Nomeado   |

### Honras
- University of KwaZulu-Natal: Doutor em Música (honoris causa), 2018[15]
- Rhodes University: Doutor em Música (honoris causa), 2015[16]
- Universidade de York: Doutorado Honorário em Música 2014[17]
- Ordem de Ikhamanga:Cerimônia Nacional de Ordens Sul-Africanas, 27 de abril de 2010.
- Ghana Music Awards: 2007 Prêmio de Lenda da Música Africana[18]
- 2005 Channel O Music Video Awards: Lifetime Achievement Award[19]
- 2002 Radio BBC Jazz Awards: Prêmio Internacional do Ano[20]
- Indicado para o Prêmio Tony de Melhor Composição (Musical) de 1988, com o colaborador de lmusica e letra Mbongeni Ngema, po Sarafina![21]

## Discografia
| Year | Title                                                   | Label (original issue)           |
| ---- | ------------------------------------------------------- | -------------------------------- |
| 1962 | Trumpet Africaine                                       | Mercury (Aug)                    |
| 1966 | Grrr                                                    | Mercury MG-21109, SR-61109 (Apr) |
| 1966 | The Americanization of Ooga Booga                       | MGM E/SE-4372 (Jun)              |
| 1966 | Hugh Masekela's Next Album                              | MGM E/SE-4415 (Dec)              |
| 1966 | The Emancipation of Hugh Masekela                       | Chisa Records CHS-4101           |
| 1967 | Hugh Masekela's Latest                                  | Uni 3010, 73010                  |
| 1967 | Hugh Masekela Is Alive and Well at the Whisky           | Uni 3015, 73015                  |
| 1968 | The Promise of a Future                                 | Uni 73028                        |
| 1968 | Africa '68                                              | Uni 73020                        |
| 1968 | The Lasting Impression of Hugh Masekela                 | MGM E/SE-4468 (Dec)              |
| 1969 | Masekela                                                | Uni 73041                        |
| 1970 | Reconstruction                                          | Chisa CS 803 (Jul)               |
| 1971 | Hugh Masekela & The Union of South Africa               | Chisa CS 808 (May)               |
| 1972 | Home Is Where the Music Is (aka The African Connection) | Blue Thumb Chisa BTS 6003        |
| 1973 | Introducing Hedzoleh Soundz                             | Blue Thumb Chisa BTS 62          |
| 1974 | I Am Not Afraid                                         | Blue Thumb Chisa BTS 6015        |
| 1975 | The Boy's Doin' It                                      | Casablanca NBLP-7017 (Jun)       |
| 1976 | Colonial Man                                            | Casablanca NBLP-7023 (Jan)       |
| 1976 | Melody Maker                                            | Casablanca NBLP-7036             |
| 1977 | You Told Your Mama Not to Worry                         | Casablanca NBLP-7079             |
| 1978 | Herb Alpert / Hugh Masekela                             | Horizon SP-728                   |
| 1978 | Main Event Live (with Herb Alpert)                      | A&M SP-4727                      |
| 1982 | Home                                                    | Moonshine/Columbia               |
| 1984 | Techno-Bush                                             | Jive Afrika                      |
| 1985 | Waiting for the Rain                                    | Jive Afrika                      |
| 1987 | Tomorrow                                                | Warner Bros.                     |
| 1989 | Uptownship                                              | Jive/Novus Records               |
| 1992 | Beatin' Aroun de Bush                                   | Novus Records                    |
| 1994 | Hope                                                    | Triloka Records                  |
| 1994 | Stimela                                                 | Connoisseur Collection           |
| 1996 | Notes of Life                                           | Columbia/Music                   |
| 1998 | Black to the Future                                     | Shanachie Records                |
| 1999 | The Best of Hugh Masekela on Novus                      | RCA                              |
| 2000 | Sixty                                                   | Shanachie                        |
| 2001 | Grazing in the Grass: The Best of Hugh Masekela         | Sony                             |
| 2002 | Time                                                    | Columbia                         |
| 2003 | The Collection                                          | Universal/Spectrum               |
| 2003 | Hope                                                    | Triloka Records                  |
| 2004 | Still Grazing                                           | Blue Thumb                       |
| 2005 | Revival                                                 | Heads Up                         |
| 2005 | Almost Like Being in Jazz                               | Chissa Records                   |
| 2006 | The Chisa Years: 1965–1975 (Rare and Unreleased)        | BBE                              |
| 2007 | Live at the Market Theatre                              | Four-Quarters Ent                |
| 2009 | Phola                                                   | Four-Quarters Ent                |
| 2011 | We Are One (Black Coffee featuring Hugh Masekela)       | Vega Records                     |
| 2012 | Playing @ Work                                          | House of Masekela                |
| 2012 | Friends (Hugh Masekela & Larry Willis)                  | House of Masekela                |